# Tchagra australis
La chagra coroniparda (Tchagra australis) es una especie de ave paseriforme de la familia Malaconotidae propia del África subsahariana.

## Distribución y hábitat
Se encuentra en la mayor parte del África subsahariana, salvo las selvas más densas y las regiones más áridas, distribuido por Angola, Benín, Botsuana, Burundi, Camerún, República Centroafricana, República del Congo, República Democrática del Congo, Costa de Marfil, Gabón, Ghana, Guinea, Kenia, Liberia, Malawi, Mali, Mozambique, Namibia, Nigeria, Ruanda, Sierra Leona, Sudáfrica, Sudán del Sur, Suazilandia, Tanzania, Togo, Uganda, Zambia, y Zimbabue.
Sus hábitats naturales son los bosques tropicales y subtropicales y las sabanas.